# Mallemukfjeldet
Mallemukfjeldet är ett högland i Grönland (Kungariket Danmark). Det ligger i den nordöstra delen av Grönland, 2 100 km nordost om huvudstaden Nuuk.